# Мацусіта Сін
Мацусіта Сін (яп. 松下しん; 30 березня 1904, Сендай, префектура Міяґі, Японія — 27 серпня 2019, Сендай, префектура Міяґі, Японія) — японська супердовгожителька. ЇЇ вік був підтверджений Групою геронтологічних досліджень. На момент своєї смерті Мацусіта Сін була найстарішою нині живою людиною в префектурі Міяґі, другою найстарішою повністю верифікованою людиною в Японії після Кане Танаки і третьою найстарішою нині живою людиною у світі.

## Життєпис
Мацусіта Сін народилася 30 березня 1904 року в місті Сендай, префектура Міяґі, Японія.
У віці 110 років Мацусіта Сін жила сама у своєму будинку разом зі своєю собакою. За тиждень до свого 111-річчя вона почала робити вправи для ніг, оскільки у неї був перелом стегна.
Мацусіта Сін мала кілька онуків, правнуків, а також праправнуків. Вона була госпіталізована в кінці травня 2016 року з пневмонією та серцевою недостатністю, але видужала до червня 2016 року.
В останні роки життя Мацусіта Сін жила у місті Сендай, префектура Міяґі, Японія. 30 березня 2019 року вона відзначила свій 115-й день народження, ставши 11-ю людиною в історії Японії, яка змогла досягти цього віку. У червні 2019 року вона була госпіталізована з низьким рівнем кисню в крові, але була виписана через п'ять днів. Згодом вона була повторно госпіталізована, але в липні була знову виписана.
Мацусіта Сін померла 27 серпня 2019 року у місті Сендай, префектура Міяґі, Японія, у віці 115 років, 150 днів.
Супердовгожителька входить у топ-100 найстаріших повністю верифікованих людей в історії. Станом на серпень 2019 року вона займає 36 місце серед найстаріших людей в історії.

## Рекорди довголіття
- 13 липня 2018 року увійшла в топ-100 найстаріших людей в історії людства.
- 22 липня 2018 року увійшла в п'ятірку найстаріших нині живих людей у світі.
- 13 березня 2019 року увійшла в число 50 найстаріших людей в історії людства.
- 30 березня 2019 року стала 48-ю повністю верифікованою людиною в історії, яка відсвяткувала 115-річчя.